# A. J. A. Symons
Alphonse James Albert Symons (pronúncia: SIMM-ons; 16 de agosto de 1900 – 26 de agosto de 1941) foi um escritor e bibliógrafo inglês.

## Infância e Educação
Symons foi o mais velho de quatro filhos e uma filha do leiloeiro Morris (ou Maurice) Albert Symons (falecido em 1929), de ascendência judaica e imigrante russo-polonesa, e Minnie Louise (falecida em 1964), nascida em Bull.
Devido às dificuldades financeiras da família, sua educação foi limitada, sendo principalmente autodidata. Ele foi obrigado a trabalhar cedo, aos 14 anos, e por três anos teve uma "vida de trabalho penoso" como aprendiz de um peleteiro. Symons viveu com um sentimento de "intensa humilhação" enquanto trabalhou no comércio de peles, comparando-o com "o tempo de Dickens na fábrica de graxa em Warren".

## Carreira
Em 1922, Symons criou a First Edition Club, e sua intenção era publicar edições limitadas e organizar exposições de livros raros e manuscritos. 
Em 1924 publicou uma bibliografia das primeiras edições das obras de Yeats, e em 1930 fundou a revista Book Collector's Quarterly. Ele era uma autoridade em escritores e edições da década de 1890, e publicou An Anthology of 'Nineties Verse em 1928.
Symons terminou sua primeira biografia, Emin, Governor of Equatoria, em 1928. Em 1933 publicou uma biografia do explorador H. M. Stanley. Nenhuma das duas obteve grande reconhecimento. 
Em 1934, porém, Symons publicou a sua obra-prima, The Quest for Corvo, uma biografia do autor inglês e excêntrico Frederick Rolfe (autointitulado Barão Corvo). Com o subtítulo "An experiment in biography", The Quest for Corvo foi um trabalho inovador: mais do que ser uma simples narrativa de vida, descreve a busca de um autor por conhecimento sobre um assunto, revelando aspectos da vida e do caráter de Rolfe. Embora pareça totalmente natural, o trabalho é muito bem orquestrado. O resultado é um retrato vívido e prismático de Rolfe, daqueles que o conheceram e do próprio Symons.
Symons teve dificuldades ao escrever, e recorreu ao estudo da psicanálise. Ele deixou várias obras inacabadas, incluindo uma longa biografia de Oscar Wilde. Seu irmão autor, Julian Symons (1912–1994), publicou sua biografia em 1950.

## Vida Pessoal
Um dândi e epicurista, Symons dedicou grande parte de sua energia à manter uma vida confortável. Em 1933, fundou a Wine and Food Society com André Simon. Em 1924, se casou com Gladys Weeks; e em 1936, se divorciou. Em 1939 ele adoeceu, sofrendo de paralisia parcial. Ele morreu em 1941 de um tumor no tronco cerebral.